# Лугого
Луго́го — река в Уганде (Восточная Африка). Протекает в центре страны, направляясь на север, а в нижнем течении — на северо-запад, впадает в Каби. Пойма реки покрыта густой растительностью, участки открытой воды практически отсутствуют. Крупнейший приток — Лубеноже.

## Характеристика

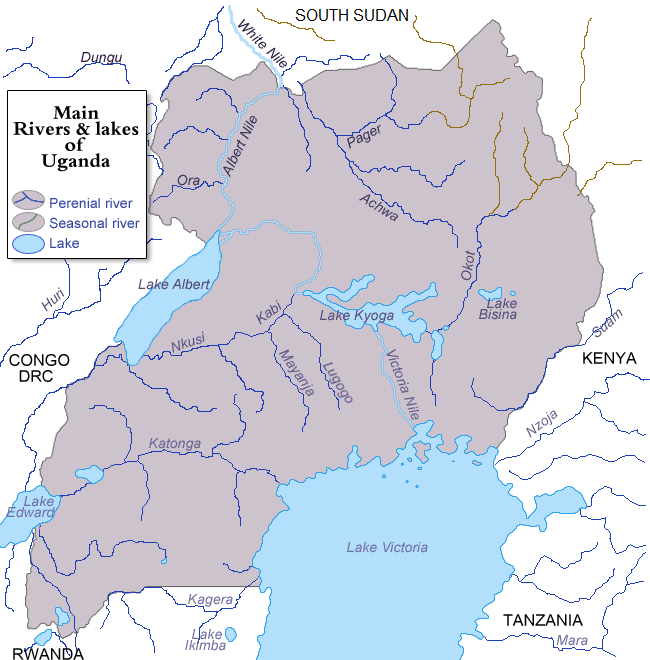
Реки и озера Уганды

Лугого берёт начало у села Китереде, в 25 км к северу от столицы Уганды города Кампала, на высоте около 1200 м. Протекает вблизи населённых пунктов Банда, Бомбо, Калуле, Бова, Бесанил, Каньогога, Китантало. Впадает в реку Каби в 40 км к юго-востоку от Масинди, на высоте около 1050 м над уровнем моря. В нижнем течении ширина реки достигает 2 км.